# Rolf Dobelli

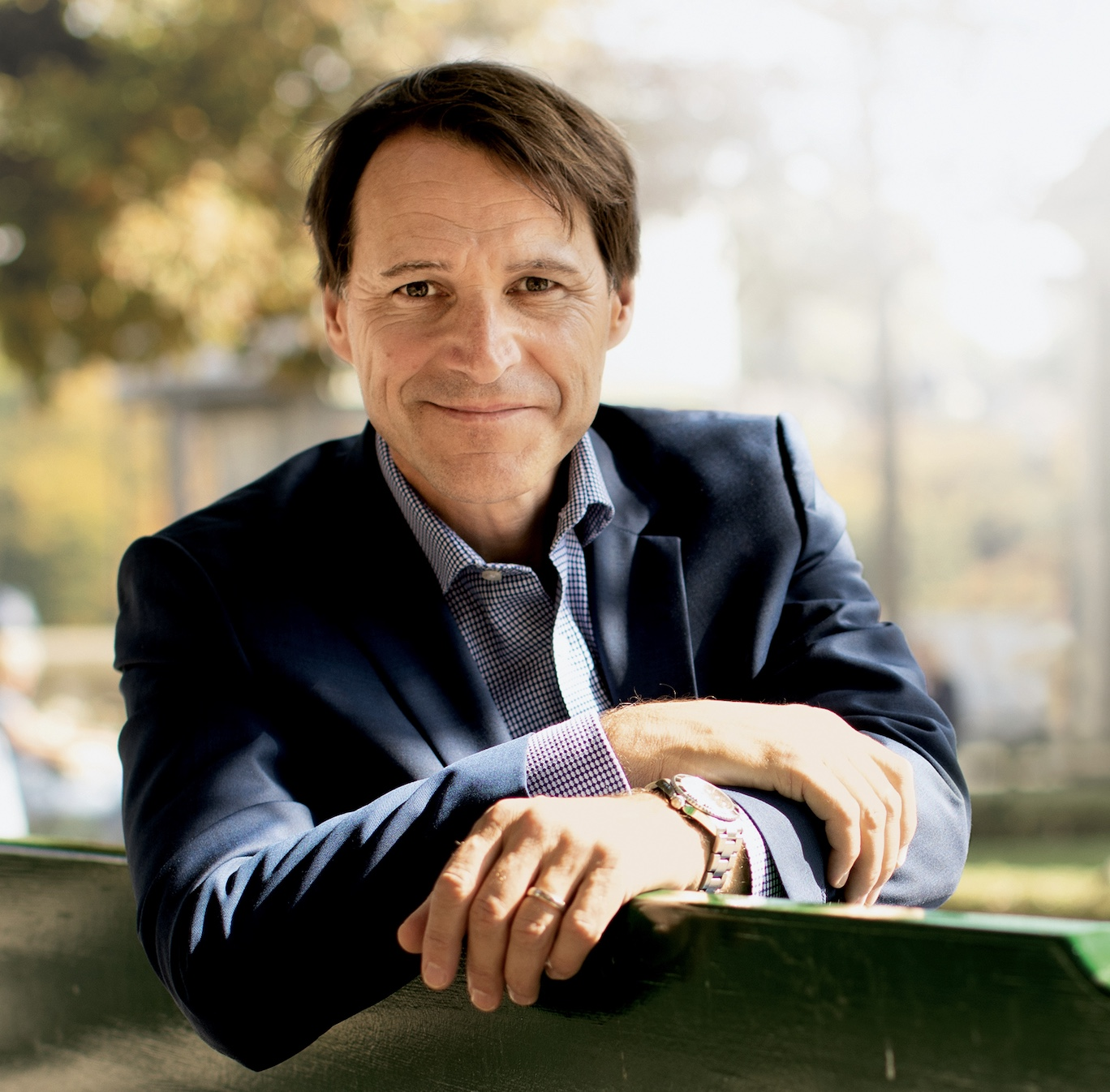
Rolf Dobelli (2017)

Rolf Ulrich Dobelli (* 15. Juli 1966 in Luzern als Rolf Ulrich Döbeli) ist ein Schweizer Schriftsteller und Unternehmer.

## Leben
Rolf Dobelli wurde als Sohn von Ulrich Döbeli, Verkaufsdirektor bei der Textilfabrik Viscosuisse, in Luzern geboren. Er studierte Philosophie und Betriebswirtschaftslehre an der Universität St. Gallen, an der er mit einer Dissertation zum Thema Dekonstruktion des ökonomischen Diskurses promoviert wurde. Anschliessend arbeitete Dobelli in der Wirtschaft, etwa als Finanzchef und Geschäftsführer verschiedener Tochtergesellschaften der Swissair. 1999 gründete er zusammen mit Freunden die Firma getAbstract, einen Verlag für Buchzusammenfassungen, aus dessen operativer Führung er jedoch 2011 zurücktrat, um sich dem Schreiben zu widmen.
Zusammen mit Andreas Scholz von Bloomberg Television moderierte er von 2001 bis 2009 die wöchentliche Fernsehsendung Seitenweise Wirtschaft. Im Jahr 2010 moderierte Dobelli die wöchentliche Büchersendung auf NZZ Online. Die wöchentliche Kolumne Klarer Denken schrieb Dobelli für die Frankfurter Allgemeine Zeitung (bis Ende 2011), die Schweizer SonntagsZeitung (2010 bis 2012) und bis Oktober 2012 für Die Zeit. Von 2013 bis 2014 schrieb er eine wöchentliche Kolumne für den Stern. Zudem publizierte er regelmässig in der Neuen Zürcher Zeitung.
Dobelli ist Gründer und Kurator von World.Minds, eine laut Neuer Zürcher Zeitung «interdisziplinäre Community von Experten für Experten». 2022 wurde das Unternehmen von Axel Springer gekauft und Christoph Keese zum Geschäftsführer.
Rolf Dobelli ist mit der Schriftstellerin Clara Maria Bagus verheiratet und Vater von Zwillingssöhnen. Er wohnt in Bern.

## Werk

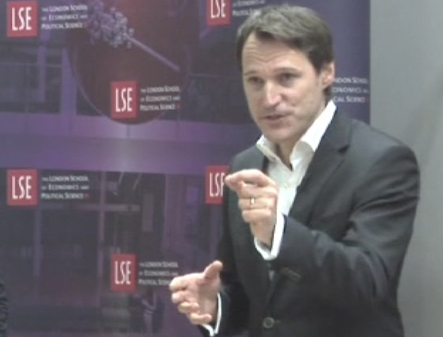
Rolf Dobelli – The Art of Thinking Clearly (Die Kunst des klaren Denkens) an der London School of Economics (LSE) am 11. April 2013

Dobellis Buch Die Kunst des klaren Denkens (2011) stand mehrere Monate lang auf dem ersten Platz der Spiegel-Bestsellerliste und war Spiegel-Bestseller des Jahres 2012. Im September 2013 erhob der Autor Nassim Nicholas Taleb den Vorwurf, Dobelli hätte in Die Kunst des klaren Denkens und in einem Artikel in der Die Zeit mehrere Passagen aus seinen Werken plagiiert. Claudius Seidl, Feuilletonchef der Frankfurter Allgemeinen Sonntagszeitung, entkräftete den Vorwurf: «Dass Dobelli sich das alles selbst ausgedacht hätte, suggeriert nicht der kleinste Satz; im Gegenteil, manchmal ist es fast ein wenig ermüdend, wie Dobelli immer wieder auf die akademische Autorität jener Leute verweist, von denen er seine Erkenntnisse hat.»
Sein Buch Die Kunst des klugen Handelns, 2012 erschienen, stand ebenfalls auf der Spiegel-Bestsellerliste. Beide Bücher standen in den Top 10 der Bestsellerlisten von Grossbritannien, Korea, Indien, Irland und Singapur. «Die Kunst des guten Lebens», der internationale Bestseller von Rolf Dobelli, wurde in Japan seit April 2019 über 220.000-mal verkauft. Damit zählte der Titel 2019 zu den bestverkauften Wirtschaftsbüchern in Japan.
In Dobellis Roman Fünfunddreißig – Eine Midlife-Story (2003) reflektiert der Protagonist Gehrer, ein 35-jähriger erfolgreicher Manager, sein bisheriges Leben und beschreibt – teilweise sarkastisch – Sinnkrise, Freunde und Ziele. 
Dobellis nächste Werke waren Und was machen Sie beruflich? (2004), ein Roman über den Zerfall einer erfolgreichen Manager-Existenz; Himmelreich (2006), ein Liebesroman mit Anleihen aus Max Frischs Homo Faber; Wer bin ich? 777 indiskrete Fragen (2007); Turbulenzen (2007) und Massimo Marini (2010), Entwicklungsroman und Einwanderungsgeschichte.
Dobelli prangerte 2013 in einem für den Schweizer Monat verfassten und in gekürzter Form im Guardian abgedruckten Essay den Hunger nach neuen Nachrichten an. Er selbst verzichte auf den Konsum von Nachrichten, die er mit Giften für Gehirn und Geist vergleicht, und plädiert für eine «gesunde Nachrichtendiät». 2019 erschien dazu sein Buch Die Kunst des digitalen Lebens. Wie Sie auf News verzichten und die Informationsflut meistern. 2022 ließ Dobelli verlauten, seit dem Beginn des Überfalls auf die Ukraine konsumiere er fokussiert relevante Nachrichten, um rechtzeitig auf einen Ernstfall reagieren zu können.

## Werke
- Postmoderne Philosophie und die Diskurskultur der Unternehmung. Diplomarbeit, Hochschule St. Gallen, 1991.
- Dekonstruktion des ökonomischen Diskurses. Dissertation, Hochschule St. Gallen, 1995.
- Fünfunddreißig. Eine Midlife-Story. Roman. Diogenes, Zürich 2003, ISBN 3-257-06352-0. (2004 als Hörbuch: gelesen von Ulrich Noethen, Regie: Karin Lorenz, 3 CDs, Patmos, Düsseldorf 2004, ISBN 3-491-91161-3: ISBN 978-3-257-23445-9 als Diogenes-Taschenbuch detebe 23445).
- Und was machen Sie beruflich? Roman. Diogenes, Zürich 2004, ISBN 978-3-257-06446-9.
- Himmelreich. Roman. Diogenes, Zürich 2006, ISBN 978-3-257-06537-4.
- Wer bin ich? 777 indiskrete Fragen. Diogenes, Zürich 2007, ISBN 978-3-257-06563-3.
- Turbulenzen. 777 bodenlose Gedanken. Diogenes, Zürich 2007, ISBN 978-3-257-06594-7.
- Massimo Marini. Roman. Diogenes, Zürich 2010, ISBN 978-3-257-06754-5.
- Die Kunst des klaren Denkens. 52 Denkfehler, die Sie besser anderen überlassen. Hanser, München 2011, ISBN 978-3-446-42682-5. (Platz 1 der Spiegel-Bestsellerliste im Jahr 2012)
- Die Kunst des klugen Handelns. 52 Irrwege, die Sie besser anderen überlassen. Hanser, München 2012, ISBN 978-3-446-43205-5. (Platz 1 der Spiegel-Bestsellerliste vom 17. bis zum 23. September 2012)
- The Paradox of Material Progress. In: John Brockman (Hrsg.): What Should We Be Worried About? Harper, New York 2014, ISBN 978-0-06-229623-8.
- Fragen an das Leben. Diogenes, Zürich 2014, ISBN 978-3-257-06901-3.
- Die Kunst des guten Lebens. 52 überraschende Wege zum Glück. Piper, München 2017, ISBN 978-3-492-05873-5.
- Die Kunst des digitalen Lebens. Wie Sie auf News verzichten und die Informationsflut meistern. Piper, München 2019, ISBN 978-3-492-05843-8.
- Die Not-To-Do-Liste. Die besten Fehler sind die, die man vermeidet. Piper, München 2024, ISBN 978-3-492-07315-8.

## Mitgliedschaften
- Royal Society of Arts
- P.E.N.-Zentrum
- Autorinnen und Autoren der Schweiz